# Badra
Badra é uma vila no distrito de Shahdol, no estado indiano de Madhya Pradesh.

## Demografia
Segundo o censo de 2001, Badra tinha uma população de 4755 habitantes. Os indivíduos do sexo masculino constituem 53% da população e os do sexo feminino 47%. Badra tem uma taxa de literacia de 58%, inferior à média nacional de 59,5%; com 63% para o sexo masculino e 37% para o sexo feminino. 14% da população está abaixo dos 6 anos de idade.